# Nizamabad (Uttar Pradesh)
Nizamabad es un pueblo y nagar Panchayat situado en el distrito de Azamgarh en el estado de Uttar Pradesh (India). Su población es de 13848 habitantes (2011). 

## Demografía
Según el censo de 2001 la población de Nizamabad era de 12096 habitantes, de los cuales el 52% eran hombres y el 48% eran mujeres. Nizamabad tiene una tasa media de alfabetización del 60%, superior a la media nacional del 59,5%: la alfabetización masculina es del 68%, y la alfabetización femenina del 51%.